# Шибвэй, Оскар
Оскар Шибвэй (англ. Oscar Tshiebwe, род. 27 ноября 1999, Лубумбаши) — конголезский профессиональный баскетболист, выступающий за клуб Национальной баскетбольной ассоциации «Юта Джаз». До прихода в НБА играл за студенческие команды «Уэст Вирджиния Маунтинирс» и «Кентукки Уайлдкэтс».

## Профессиональная карьера

### Индиана Пэйсерс / Индиана Мэд Энтс (2023–2024)
После того, как Шибвэй не был выбран на драфте НБА 2023 года, Шибвэй присоединился к клубу «Индиана Пэйсерс» для участия в Летней лиге НБА 2023 года. 3 июля 2023 года он подписал двусторонний контракт с «Пэйсерс» и их фарм-клубом в Джи-Лиге НБА «Индиана Мэд Энтс». 9 декабря он дебютировал в НБА в игре внутрисезонного турнира НБА 2023 года против «Лос-Анджелес Лейкерс», а набрал своё первое очко в регулярном чемпионате 13 декабря в игре против «Милуоки Бакс».
18 февраля 2024 года Шибвэй был выбран для участия в NBA G League Next Up Game 2024 года вместе с товарищами по команде «Мэд Энтс» Айзейей Вонгом и Кайлом Мангасом, где его команда стала победителем. Шибвэй также принял участие в матче восходящих звёзд НБА в рамках матча всех звёзд НБА 2024, где его команда проиграла в финале. 2 апреля 2024 года Шибвэй был выбран новичком года Джи-Лиги, а также установил новый рекорд Джи-Лиги по подборам за один сезон с 16,2 подборами в среднем за игру. В сезоне 2023/2024 он записал на свой счёт 27 дабл-даблов, семь игр с 20+ очками и 20+ подборами, побил рекорд по количеству подборов, собранных за сезоне в «Индиана Мэд Энтс», и побил рекорд «Мэд Энтс» по количеству подборов за игру (28). Он также был выбран в первую сборную звёзд Джи-Лиги, а также в сборную новичков Джи-Лиги.

### Юта Джаз / Солт-Лейк-Сити Старз (2024–настоящее время)
12 августа 2024 года Шибвэй подписал двусторонний контракт с «Ютой Джаз». 28 марта 2025 года Шибвэй впервые в карьере вышел в стартовом составе в НБА, набрав семь очков, сделав 10 подборов, одну результативную передачу и один перехват в проигранной со счётом 129-93 игре против «Денвер Наггетс».

## Статистика

### Статистика в НБА
| Сезон                                                                                    | Команда | Регулярный сезон | Регулярный сезон | Регулярный сезон | Регулярный сезон | Регулярный сезон | Регулярный сезон | Регулярный сезон | Регулярный сезон | Регулярный сезон | Регулярный сезон | Регулярный сезон | Серия плей-офф | Серия плей-офф | Серия плей-офф | Серия плей-офф | Серия плей-офф | Серия плей-офф | Серия плей-офф | Серия плей-офф | Серия плей-офф | Серия плей-офф | Серия плей-офф |
| Сезон                                                                                    | Команда | GP               | GS               | MPG              | FG%              | 3P%              | FT%              | RPG              | APG              | SPG              | BPG              | PPG              | GP             | GS             | MPG            | FG%            | 3P%            | FT%            | RPG            | APG            | SPG            | BPG            | PPG            |
| ---------------------------------------------------------------------------------------- | ------- | ---------------- | ---------------- | ---------------- | ---------------- | ---------------- | ---------------- | ---------------- | ---------------- | ---------------- | ---------------- | ---------------- | -------------- | -------------- | -------------- | -------------- | -------------- | -------------- | -------------- | -------------- | -------------- | -------------- | -------------- |
| 2023/24                                                                                  | Индиана | 8                | 0                | 5,3              | 50,0             | -                | 75,0             | 2,0              | 0,3              | 0,3              | 0,1              | 3,3              | Не участвовал  | Не участвовал  | Не участвовал  | Не участвовал  | Не участвовал  | Не участвовал  | Не участвовал  | Не участвовал  | Не участвовал  | Не участвовал  | Не участвовал  |
| 2024/25                                                                                  | Юта     | 14               | 1                | 18,2             | 60,0             | -                | 74,2             | 8,7              | 0,6              | 0,9              | 0,1              | 7,6              | Не участвовал  | Не участвовал  | Не участвовал  | Не участвовал  | Не участвовал  | Не участвовал  | Не участвовал  | Не участвовал  | Не участвовал  | Не участвовал  | Не участвовал  |
|                                                                                          | Всего   | 22               | 1                | 13,5             | 57,8             | -                | 74,4             | 6,3              | 0,5              | 0,7              | 0,1              | 6,0              | Не участвовал  | Не участвовал  | Не участвовал  | Не участвовал  | Не участвовал  | Не участвовал  | Не участвовал  | Не участвовал  | Не участвовал  | Не участвовал  | Не участвовал  |
| Наведите курсор мыши на аббревиатуры в заголовке таблицы, чтобы прочесть их расшифровку. |         |                  |                  |                  |                  |                  |                  |                  |                  |                  |                  |                  |                |                |                |                |                |                |                |                |                |                |                |

### Статистика в Джи-Лиге
| Сезон                                                                                    | Команда              | Регулярный сезон | Регулярный сезон | Регулярный сезон | Регулярный сезон | Регулярный сезон | Регулярный сезон | Регулярный сезон | Регулярный сезон | Регулярный сезон | Регулярный сезон | Регулярный сезон | Серия плей-офф | Серия плей-офф | Серия плей-офф | Серия плей-офф | Серия плей-офф | Серия плей-офф | Серия плей-офф | Серия плей-офф | Серия плей-офф | Серия плей-офф | Серия плей-офф |
| Сезон                                                                                    | Команда              | GP               | GS               | MPG              | FG%              | 3P%              | FT%              | RPG              | APG              | SPG              | BPG              | PPG              | GP             | GS             | MPG            | FG%            | 3P%            | FT%            | RPG            | APG            | SPG            | BPG            | PPG            |
| ---------------------------------------------------------------------------------------- | -------------------- | ---------------- | ---------------- | ---------------- | ---------------- | ---------------- | ---------------- | ---------------- | ---------------- | ---------------- | ---------------- | ---------------- | -------------- | -------------- | -------------- | -------------- | -------------- | -------------- | -------------- | -------------- | -------------- | -------------- | -------------- |
| 2023/24                                                                                  | Индиана Мэд Энтс     | 33               | 31               | 26,8             | 57,2             | 0,0              | 69,3             | 16,0             | 1,7              | 1,0              | 0,8              | 16,4             | 1              | 1              | 17,2           | 50,0           | -              | 0,0            | 6,0            | 0,0            | 0,0            | 0,0            | 2,0            |
| 2024/25                                                                                  | Солт-Лейк-Сити Старз | 42               | 42               | 31,0             | 57,5             | 0,0              | 70,9             | 18,2             | 2,7              | 1,7              | 1,1              | 16,0             | 2              | 2              | 27,4           | 50,0           | -              | 80,0           | 16,5           | 1,5            | 1,0            | 2,0            | 12,0           |
|                                                                                          | Всего                | 75               | 73               | 29,2             | 57,4             | 0,0              | 70,3             | 0,0              | 2,2              | 1,4              | 1,0              | 16,2             | 3              | 3              | 24,0           | 50,0           | -              | 66,7           | 13,0           | 1,0            | 0,7            | 1,3            | 8,7            |
| Наведите курсор мыши на аббревиатуры в заголовке таблицы, чтобы прочесть их расшифровку. |                      |                  |                  |                  |                  |                  |                  |                  |                  |                  |                  |                  |                |                |                |                |                |                |                |                |                |                |                |

### Статистика в NCAA
| Сезон | Команда        | Conf           | Class          | GP  | GS  | MPG  | FG%  | 3P% | FT%  | RPG  | APG | SPG | BPG | PPG  |
| --- | -------------- | -------------- | -------------- | --- | --- | ---- | ---- | --- | ---- | ---- | --- | --- | --- | ---- |
| 2019/20 | Уэст Вирджиния | Big 12         | FR             | 31  | 31  | 23,2 | 55,2 |     | 70,8 | 9,3  | 0,4 | 0,7 | 1,0 | 11,2 |
| 2020/21 | Уэст Вирджиния | Big 12         | SO             | 10  | 10  | 19,9 | 52,3 |     | 60,7 | 7,8  | 0,7 | 0,4 | 0,4 | 8,5  |
| 2021/22 | Кентукки       | SEC            | JR             | 34  | 34  | 31,9 | 60,6 |     | 69,1 | 15,1 | 1,1 | 1,8 | 1,6 | 17,4 |
| 2022/23 | Кентукки       | SEC            | SR             | 32  | 30  | 33,6 | 56,0 | 0,0 | 72,9 | 13,7 | 1,6 | 1,6 | 1,0 | 16,5 |
| Всего | Всего          | Всего          | Всего          | 107 | 105 | 28,8 | 57,3 | 0,0 | 70,5 | 12,3 | 1,0 | 1,3 | 1,1 | 14,5 |
| Уэст Вирджиния | Уэст Вирджиния | Уэст Вирджиния | Уэст Вирджиния | 41  | 41  | 22,4 | 54,5 |     | 69,2 | 8,9  | 0,4 | 0,7 | 0,9 | 10,6 |
| Кентукки | Кентукки       | Кентукки       | Кентукки       | 66  | 64  | 32,7 | 58,4 | 0,0 | 71,1 | 14,4 | 1,3 | 1,7 | 1,3 | 16,9 |
| Наведите курсор мыши на аббревиатуры в заголовке таблицы, чтобы прочесть их расшифровку Статистика приведена с сайта sports-reference.com |                |                |                |     |     |      |      |     |      |      |     |     |     |      |